# Gownipalli, Chintamani
Gownipalli là một làng thuộc tehsil Chintamani, huyện Kolar, bang Karnataka, Ấn Độ.